# Campeonato de Fútbol Femenino 2000-01 (Argentina)
El Campeonato de Fútbol Femenino 2000-01 fue la décima edición del Campeonato Femenino de Fútbol organizado por la Asociación del Fútbol Argentino. 
Fue un campeonato largo de 34 fechas en total, en donde los 17 equipos participantes se enfrentaron según el sistema de todos contra todos a dos vueltas. El torneo sirvió de transición entre los torneos anuales que se disputaban hasta el momento y la nueva modalidad de dos torneos al año, Apertura y Clausura, que se implementó posteriormente.
El campeón fue Boca Juniors, quien se coronó invicto obteniendo su tercer título consecutivo y el cuarto de su historia. De los treinta y dos partidos que tenía programados solo disputó veintiocho, en tanto que los demás quedaron sin efecto por ausencia del rival o irregularidades como falta de cancha, médico o ambulancia.

## Equipos participantes
| Equipo              | Ciudad          |
| ------------------- | --------------- |
| Banfield            | Lomas de Zamora |
| Barracas Central    | Buenos Aires    |
| Sportivo Barracas   | Buenos Aires    |
| Boca Juniors        | Buenos Aires    |
| Estudiantes         | La Plata        |
| Excursionistas      | Buenos Aires    |
| Huracán             | Buenos Aires    |
| Independiente       | Avellaneda      |
| Deportivo Laferrere | Laferrere       |
| Los Andes           | Lomas de Zamora |
| Deportivo Morón     | Morón           |
| Platense            | Vicente López   |
| El Porvenir         | Gerli           |
| River Plate         | Buenos Aires    |
| Temperley           | Lomas de Zamora |
| Tigre               | Victoria        |
| J.J. Urquiza        | Tres de Febrero |

### Distribución geográfica de los equipos
| Región                 | Cant. | Equipos |
| ---------------------- | ----- | --- |
| Conurbano bonaerense   | 10    | Banfield, Deportivo Laferrere, El Porvenir, Independiente, Los Andes, Deportivo Morón, Platense, Temperley, Tigre, J.J. Urquiza. |
| Ciudad de Buenos Aires | 6     | Barracas Central, Sportivo Barracas, Boca Juniors, Excursionistas, Huracán, River Plate.                                         |
| Gran La Plata          | 1     | Estudiantes. |

## Sistema de disputa
El torneo se desarrolló según el sistema de todos contra todos, a dos vueltas y disputándose en total treinta y cuatro fechas. Por disposición de AFA ante la no presentación de algún equipo no habría reprogramación de partidos y la decisión quedaría a cargo del tribunal de disciplina. En el trascurso del torneo algunos equipos fueron abandonando la competición y muchos de sus partidos quedaron finalmente sin atribución de puntos.

## Tabla de posiciones
| Pos. | Equipo              | Pts. | PJ | PG | PE | PP | GF  | GC  | Dif. |
| ---- | ------------------- | ---- | -- | -- | -- | -- | --- | --- | ---- |
| 01.º | Boca Juniors        | 82   | 28 | 27 | 1  | 0  | 200 | 15  | 185  |
| 02.º | River Plate         | 68   | 26 | 22 | 2  | 2  | 103 | 22  | 81   |
| 03.º | Banfield            | 61   | 25 | 19 | 4  | 2  | 119 | 32  | 87   |
| 04.º | J.J. Urquiza        | 43   | 26 | 14 | 1  | 11 | 84  | 90  | −6   |
| 05.º | Independiente       | 42   | 23 | 13 | 3  | 7  | 82  | 45  | 37   |
| 06.º | Excursionistas      | 40   | 25 | 13 | 1  | 11 | 42  | 43  | −1   |
| 07.º | Huracán             | 40   | 28 | 12 | 4  | 12 | 47  | 66  | −19  |
| 08.º | El Porvenir         | 38   | 24 | 11 | 5  | 8  | 60  | 33  | 27   |
| 09.º | Sportivo Barracas   | 33   | 27 | 10 | 3  | 14 | 47  | 60  | −13  |
| 10.º | Deportivo Morón     | 30   | 24 | 8  | 3  | 13 | 41  | 70  | −29  |
| 11.º | Los Andes           | 29   | 25 | 8  | 5  | 12 | 46  | 84  | −38  |
| 12.º | Estudiantes         | 20   | 26 | 5  | 5  | 16 | 27  | 70  | −43  |
| 13.º | Tigre               | 13   | 21 | 4  | 1  | 16 | 25  | 106 | −81  |
| 14.º | Platense            | 12   | 26 | 2  | 3  | 21 | 39  | 118 | −79  |
| 15.º | Barracas Central    | 10   | 16 | 2  | 1  | 13 | 12  | 61  | −49  |
| 16.º | Temperley           | 9    | 8  | 2  | 0  | 6  | 11  | 35  | −24  |
| 17.º | Deportivo Laferrere | 6    | 10 | 1  | 0  | 9  | 13  | 48  | −35  |

|  | Campeón. |

Fuente: Asociación del Fútbol Argentino.
1. 1 2 3 4 5  Estos equipos figuran en la tabla con 3 puntos adicionales a los que matemáticamente les correspondería según sus resultados. En RSSSF hay una versión de la tabla aparentemente corregida,[4] sin embargo aquí se ha respetado la fuente de AFA sin modificación.

## Resultados

### Fecha 1
| 12 de marzo de 2000 | Deportivo Laferrere | 2 - 3   | Temperley |  |  |
|                     |                     | Reporte |           |  |  |

| 12 de marzo de 2000 | Estudiantes | 0 - 9   | Boca Juniors |  |  |
|                     |             | Reporte |              |  |  |

| 12 de marzo de 2000 | Huracán | 2 - 0   | Barracas Central |  |  |
|                     |         | Reporte |                  |  |  |

| 12 de marzo de 2000 | El Porvenir | 4 - 1   | Platense |  |  |
|                     |             | Reporte |          |  |  |

| 12 de marzo de 2000 | Los Andes | 0 - 2   | Excursionistas |  |  |
|                     |           | Reporte |                |  |  |

| 12 de marzo de 2000 | Sportivo Barracas | 0 - 2   | Tigre |  |  |
|                     |                   | Reporte |       |  |  |

| 12 de marzo de 2000 | Independiente | 6 - 2   | J.J. Urquiza |  |  |
|                     |               | Reporte |              |  |  |

| 13 de abril de 2000 | River Plate | 1 - 1   | Banfield |  |  |
|                     |             | Reporte |          |  |  |

Deportivo Morón libre.

### Fecha 2
|  | Excursionistas | vs. | El Porvenir |  |  |

| 18 de marzo de 2000 | J.J. Urquiza | 5 - 2   | Sportivo Barracas |  |  |
|                     |              | Reporte |                   |  |  |

| 19 de marzo de 2000 | Tigre | 3 - 1   | Los Andes |  |  |
|                     |       | Reporte |           |  |  |

| 19 de marzo de 2000 | Platense | 1 - 4   | Huracán |  |  |
|                     |          | Reporte |         |  |  |

| 19 de marzo de 2000 | Boca Juniors | 6 - 0   | Deportivo Laferrere |  |  |
|                     |              | Reporte |                     |  |  |

| 19 de marzo de 2000 | Temperley | 1 - 8   | Deportivo Morón |  |  |
|                     |           | Reporte |                 |  |  |

| 4 de junio de 2000 | Barracas Central | 0 - 6   | River Plate |  |  |
|                    |                  | Reporte |             |  |  |

| 4 de junio de 2000 | Banfield | 3 - 1   | Estudiantes LP |  |  |
|                    |          | Reporte |                |  |  |

Independiente libre.

### Fecha 3
| 1 de abril de 2000 | Estudiantes | 1 - 0   | Barracas Central |  |  |
|                    |             | Reporte |                  |  |  |

| 1 de abril de 2000 | Los Andes | 3 - 4   | J.J. Urquiza |  |  |
|                    |           | Reporte |              |  |  |

| 2 de abril de 2000 | Deportivo Laferrere | 3 - 7   | Banfield |  |  |
|                    |                     | Reporte |          |  |  |

| 2 de abril de 2000 | River Plate | 4 - 1   | Platense |  |  |
|                    |             | Reporte |          |  |  |

| 2 de abril de 2000 | Huracán | 0 - 0   | Excursionistas |  |  |
|                    |         | Reporte |                |  |  |

| 2 de abril de 2000 | El Porvenir | 2 - 0   | Tigre |  |  |
|                    |             | Reporte |       |  |  |

| 2 de abril de 2000 | Sportivo Barracas | 0 - 7   | Independiente |  |  |
|                    |                   | Reporte |               |  |  |

| 13 de abril de 2000 | Deportivo Morón | 1 - 4   | Boca Juniors |  |  |
|                     |                 | Reporte |              |  |  |

Temperley libre.

### Fecha 4
| 15 de abril de 2000 | J.J. Urquiza | 4 - 2   | El Porvenir |  |  |
|                     |              | Reporte |             |  |  |

| 15 de abril de 2000 | Tigre | 1 - 3   | Huracán |  |  |
|                     |       | Reporte |         |  |  |

| 16 de abril de 2000 | Independiente | 8 - 0   | Los Andes |  |  |
|                     |               | Reporte |           |  |  |

| 16 de abril de 2000 | Excursionistas | 0 - 3   | River Plate |  |  |
|                     |                | Reporte |             |  |  |

| 16 de abril de 2000 | Platense | 1 - 1   | Estudiantes |  |  |
|                     |          | Reporte |             |  |  |

| 16 de abril de 2000 | Banfield | 5 - 0   | Deportivo Morón |  |  |
|                     |          | Reporte |                 |  |  |

| 16 de abril de 2000 | Boca Juniors | 10 - 2  | Temperley |  |  |
|                     |              | Reporte |           |  |  |

| 21 de mayo de 2000 | Barracas Central | 3 - 1   | Deportivo Laferrere |  |  |
|                    |                  | Reporte |                     |  |  |

Sportivo Barracas libre.

### Fecha 5
|  | Deportivo Laferrere | vs. | Platense |  |  |

| 23 de abril de 2000 | Temperley | 0 - 4   | Banfield |  |  |
|                     |           | Reporte |          |  |  |

| 23 de abril de 2000 | Deportivo Morón | 3 - 3   | Barracas Central |  |  |
|                     |                 | Reporte |                  |  |  |

| 23 de abril de 2000 | Estudiantes | 0 - 1   | Excursionistas |  |  |
|                     |             | Reporte |                |  |  |

| 23 de abril de 2000 | River Plate | 3 - 0   | Tigre |  |  |
|                     |             | Reporte |       |  |  |

| 23 de abril de 2000 | Huracán | 0 - 2   | J.J. Urquiza |  |  |
|                     |         | Reporte |              |  |  |

| 23 de abril de 2000 | El Porvenir | 0 - 1   | Independiente |  |  |
|                     |             | Reporte |               |  |  |

| 23 de abril de 2000 | Los Andes | 2 - 2   | Sportivo Barracas |  |  |
|                     |           | Reporte |                   |  |  |

Boca Juniors libre.

### Fecha 6
| 13 de mayo de 2000 | Tigre | 2 - 2   | Estudiantes |  |  |
|                    |       | Reporte |             |  |  |

| 13 de mayo de 2000 | Excursionistas | 3 - 2   | Deportivo Laferrere |  |  |
|                    |                | Reporte |                     |  |  |

| 21 de mayo de 2000 | Platense | 1 - 5   | Deportivo Morón |  |  |
|                    |          | Reporte |                 |  |  |

| 21 de junio de 2000 | Banfield | 2 - 2   | Boca Juniors |  |  |
|                     |          | Reporte |              |  |  |

| 28 de junio de 2000 | Independiente                                         | 4 - 2   | Huracán |  |  |
|                     | Mariela Alfaro · Gabriela Iacomelli · Mariela Coronel | Reporte | - · -   |  |  |

| 28 de junio de 2000 | J.J. Urquiza | 3 - 4   | River Plate |  |  |
|                     |              | Reporte |             |  |  |

| 29 de junio de 2000 | Sportivo Barracas | 0 - 0   | El Porvenir |  |  |
|                     |                   | Reporte |             |  |  |

| 8 de julio de 2000                                             | Barracas Central | G - P | Temperley |  |  |
| Victoria adjudicada a Barracas Central por ausencia del rival. |                  |       |           |  |  |

Los Andes libre.

### Fecha 7
|  | Deportivo Laferrere | vs. | Tigre |  |  |

| 17 de junio de 2000 | Temperley | 3 - 0   | Platense |  |  |
|                     |           | Reporte |          |  |  |

| 17 de junio de 2000 | El Porvenir | 0 - 0   | Los Andes |  |  |
|                     |             | Reporte |           |  |  |

| 18 de junio de 2000 | Boca Juniors | 13 - 0  | Barracas Central |  |  |
|                     |              | Reporte |                  |  |  |

| 18 de junio de 2000 | Deportivo Morón | 3 - 1   | Excursionistas |  |  |
|                     |                 | Reporte |                |  |  |

| 18 de junio de 2000 | Estudiantes | 2 - 7   | J.J. Urquiza |  |  |
|                     |             | Reporte |              |  |  |

| 18 de junio de 2000 | Huracán | 2 - 0   | Sportivo Barracas |  |  |
|                     |         | Reporte |                   |  |  |

| 5 de julio de 2000 | River Plate | 3 - 0   | Independiente |  |  |
|                    |             | Reporte |               |  |  |

Banfield libre.

### Fecha 8
| 24 de junio de 2000 | Los Andes | 2 - 2   | Huracán |  |  |
|                     |           | Reporte |         |  |  |

| 24 de junio de 2000                                        | J.J. Urquiza | G - P | Deportivo Laferrere |  |  |
| Victoria adjudicada a J.J. Urquiza por ausencia del rival. |              |       |                     |  |  |

| 1 de julio de 2000 | Excursionistas | 2 - 0   | Temperley |  |  |
|                    |                | Reporte |           |  |  |

| 1 de julio de 2000 | Barracas Central | 0 - 7   | Banfield |  |  |
|                    |                  | Reporte |          |  |  |

| 2 de julio de 2000 | Sportivo Barracas | 1 - 3   | River Plate |  |  |
|                    |                   | Reporte |             |  |  |

| 2 de julio de 2000 | Independiente | 2 - 0   | Estudiantes |  |  |
|                    |               | Reporte |             |  |  |

| 2 de julio de 2000 | Tigre | 0 - 4   | Deportivo Morón |  |  |
|                    |       | Reporte |                 |  |  |

| 2 de julio de 2000 | Platense | 1 - 7   | Boca Juniors |  |  |
|                    |          | Reporte |              |  |  |

El Porvenir libre.

### Fecha 9
| 15 de julio de 2000 | Banfield | 7 - 0   | Platense |  |  |
|                     |          | Reporte |          |  |  |

| 15 de julio de 2000 | Boca Juniors | 3 - 1   | Excursionistas |  |  |
|                     |              | Reporte |                |  |  |

| 15 de julio de 2000                                     | Temperley | G - P | Tigre |  |  |
| Victoria adjudicada a Temperley por ausencia del rival. |           |       |       |  |  |

| 15 de julio de 2000 | Deportivo Morón | 3 - 2   | J.J. Urquiza |  |  |
|                     |                 | Reporte |              |  |  |

| 15 de julio de 2000 | Deportivo Laferrere | 0 - 7   | Independiente |  |  |
|                     |                     | Reporte |               |  |  |

| 15 de julio de 2000 | Huracán | 1 - 0   | El Porvenir |  |  |
|                     |         | Reporte |             |  |  |

| 16 de julio de 2000 | Estudiantes | 1 - 0   | Sportivo Barracas |  |  |
|                     |             | Reporte |                   |  |  |

| 16 de julio de 2000 | River Plate | 3 - 1   | Los Andes |  |  |
|                     |             | Reporte |           |  |  |

Barracas Central libre.

### Fecha 10
| 22 de julio de 2000 | El Porvenir | 1 - 1   | River Plate |  |  |
|                     |             | Reporte |             |  |  |

| 22 de julio de 2000 | Excursionistas | 0 - 3   | Banfield |  |  |
|                     |                | Reporte |          |  |  |

| 23 de julio de 2000 | Sportivo Barracas | 6 - 3   | Deportivo Laferrere |  |  |
|                     |                   | Reporte |                     |  |  |

| 23 de julio de 2000 | Independiente | 4 - 0   | Deportivo Morón |  |  |
|                     |               | Reporte |                 |  |  |

| 23 de julio de 2000 | J.J. Urquiza | 8 - 2   | Temperley |  |  |
|                     |              | Reporte |           |  |  |

| 23 de julio de 2000 | Tigre | 0 - 10  | Boca Juniors |  |  |
|                     |       | Reporte |              |  |  |

| 23 de julio de 2000 | Platense | 2 - 4   | Barracas Central |  |  |
|                     |          | Reporte |                  |  |  |

| 13 de septiembre de 2000 | Los Andes | 4 - 4   | Estudiantes |  |  |
|                          |           | Reporte |             |  |  |

Huracán libre.

### Fecha 11
|  | Temperley | vs. | Independiente |  |  |

|  | Deportivo Laferrere | vs. | Los Andes |  |  |

| 29 de julio de 2000 | Barracas Central | 0 - 2   | Excursionistas |  |  |
|                     |                  | Reporte |                |  |  |

| 29 de julio de 2000 | Boca Juniors | 9 - 0   | J.J. Urquiza |  |  |
|                     |              | Reporte |              |  |  |

| 29 de julio de 2000 | Deportivo Morón | 1 - 0   | Sportivo Barracas |  |  |
|                     |                 | Reporte |                   |  |  |

| 30 de julio de 2000 | Banfield | 11 - 1  | Tigre |  |  |
|                     |          | Reporte |       |  |  |

| 30 de julio de 2000 | Estudiantes | 1 - 3   | El Porvenir |  |  |
|                     |             | Reporte |             |  |  |

| 30 de julio de 2000 | River Plate | 3 - 0   | Huracán |  |  |
|                     |             | Reporte |         |  |  |

Platense libre.

### Fecha 12
|  | Los Andes | vs. | Deportivo Morón |  |  |

|  | Sportivo Barracas | vs. | Temperley |  |  |

| 5 de agosto de 2000 | Huracán | 2 - 0   | Estudiantes |  |  |
|                     |         | Reporte |             |  |  |

| 5 de agosto de 2000                                       | El Porvenir | G - P | Deportivo Laferrere |  |  |
| Victoria adjudicada a El Porvenir por ausencia del rival. |             |       |                     |  |  |

| 5 de agosto de 2000 | J.J. Urquiza | 3 - 3   | Banfield |  |  |
|                     |              | Reporte |          |  |  |

| 5 de agosto de 2000 | Tigre | 3 - 1   | Barracas Central |  |  |
|                     |       | Reporte |                  |  |  |

| 5 de agosto de 2000 | Excursionistas | 3 - 2   | Platense |  |  |
|                     |                | Reporte |          |  |  |

| 6 de agosto de 2000 | Independiente | 0 - 3   | Boca Juniors |  |  |
|                     |               | Reporte |              |  |  |

River Plate libre.

### Fecha 13
|  | Temperley | vs. | Los Andes |  |  |

| 12 de agosto de 2000 | Platense | 3 - 2   | Tigre |  |  |
|                      |          | Reporte |       |  |  |

| 13 de agosto de 2000 | Barracas Central | 1 - 3   | J.J. Urquiza |  |  |
|                      |                  | Reporte |              |  |  |

| 13 de agosto de 2000 | Banfield | 3 - 2   | Independiente |  |  |
|                      |          | Reporte |               |  |  |

| 13 de agosto de 2000 | Boca Juniors | 3 - 0   | Sportivo Barracas |  |  |
|                      |              | Reporte |                   |  |  |

| 13 de agosto de 2000 | Deportivo Morón | 1 - 6   | El Porvenir |  |  |
|                      |                 | Reporte |             |  |  |

| 13 de agosto de 2000 | Deportivo Laferrere | 2 - 1   | Huracán |  |  |
|                      |                     | Reporte |         |  |  |

| 13 de agosto de 2000 | Estudiantes | 1 - 4   | River Plate |  |  |
|                      |             | Reporte |             |  |  |

Excursionistas libre.

### Fecha 14
|  | El Porvenir | vs. | Temperley |  |  |

| 26 de agosto de 2000 | River Plate | 11 - 0  | Deportivo Laferrere |  |  |
|                      |             | Reporte |                     |  |  |

| 26 de agosto de 2000 | Huracán | 2 - 0   | Deportivo Morón |  |  |
|                      |         | Reporte |                 |  |  |

| 26 de agosto de 2000 | J.J. Urquiza | 8 - 3   | Platense |  |  |
|                      |              | Reporte |          |  |  |

| 26 de agosto de 2000 | Tigre | 2 - 6   | Excursionistas |  |  |
|                      |       | Reporte |                |  |  |

| 13 de septiembre de 2000 | Sportivo Barracas | 0 - 1   | Banfield |  |  |
|                          |                   | Reporte |          |  |  |

| 27 de septiembre de 2000 | Los Andes | 0 - 7   | Boca Juniors |  |  |
|                          |           | Reporte |              |  |  |

| 27 de septiembre de 2000 | Independiente | 8 - 0   | Barracas Central |  |  |
|                          |               | Reporte |                  |  |  |

Estudiantes libre.

### Fecha 15
|  | Temperley | vs. | Huracán |  |  |

| 2 de septiembre de 2000 | Excursionistas | 1 - 0   | J.J. Urquiza |  |  |
|                         |                | Reporte |              |  |  |

| 2 de septiembre de 2000 | Deportivo Morón | 0 - 6   | River Plate |  |  |
|                         |                 | Reporte |             |  |  |

| 2 de septiembre de 2000 | Deportivo Laferrere | 0 - 1   | Estudiantes |  |  |
|                         |                     | Reporte |             |  |  |

| 3 de septiembre de 2000 | Barracas Central | 0 - 3   | Sportivo Barracas |  |  |
|                         |                  | Reporte |                   |  |  |

| 3 de septiembre de 2000 | Banfield | 7 - 0   | Los Andes |  |  |
|                         |          | Reporte |           |  |  |

| 3 de septiembre de 2000 | Boca Juniors | 2 - 0   | El Porvenir |  |  |
|                         |              | Reporte |             |  |  |

| 10 de octubre de 2000 | Platense | 6 - 4   | Independiente |  |  |
|                       |          | Reporte |               |  |  |

Tigre libre.

### Fecha 16
|  | River Plate | vs. | Temperley |  |  |

| 16 de septiembre de 2000 | Huracán | 0 - 7   | Boca Juniors |  |  |
|                          |         | Reporte |              |  |  |

| 16 de septiembre de 2000 | J.J. Urquiza | 12 - 1  | Tigre |  |  |
|                          |              | Reporte |       |  |  |

| 17 de septiembre de 2000 | Estudiantes | 0 - 1   | Deportivo Morón |  |  |
|                          |             | Reporte |                 |  |  |

| 17 de septiembre de 2000 | El Porvenir | 2 - 4   | Banfield |  |  |
|                          |             | Reporte |          |  |  |

| 17 de septiembre de 2000 | Los Andes | 1 - 0   | Barracas Central |  |  |
|                          |           | Reporte |                  |  |  |

| 17 de septiembre de 2000 | Sportivo Barracas | 2 - 1   | Platense |  |  |
|                          |                   | Reporte |          |  |  |

| 17 de septiembre de 2000 | Independiente | 1 - 2   | Excursionistas |  |  |
|                          |               | Reporte |                |  |  |

Deportivo Laferrere libre.

### Fecha 17
|  | Barracas Central | vs. | El Porvenir |  |  |

|  | Temperley | vs. | Estudiantes |  |  |

|  | Deportivo Morón | vs. | Deportivo Laferrere |  |  |

| 23 de septiembre de 2000 | Tigre | 0 - 4   | Independiente |  |  |
|                          |       | Reporte |               |  |  |

| 24 de septiembre de 2000 | Platense | 4 - 4   | Los Andes |  |  |
|                          |          | Reporte |           |  |  |

| 24 de septiembre de 2000 | Banfield | 5 - 1   | Huracán |  |  |
|                          |          | Reporte |         |  |  |

| 24 de septiembre de 2000 | Boca Juniors | 1 - 0   | River Plate |  |  |
|                          | Andrea Ojeda | Reporte |             |  |  |

| 27 de septiembre de 2000 | Excursionistas | 1 - 0   | Sportivo Barracas |  |  |
|                          |                | Reporte |                   |  |  |

J.J. Urquiza libre.

### Fecha 18
|  | Temperley | vs. | Deportivo Laferrere |  |  |

| 30 de septiembre de 2000 | Excursionistas | 3 - 0   | Los Andes |  |  |
|                          |                | Reporte |           |  |  |

| 30 de septiembre de 2000 | Tigre | 0 - 9   | Sportivo Barracas |  |  |
|                          |       | Reporte |                   |  |  |

| 30 de septiembre de 2000 | J.J. Urquiza | 0 - 2   | Independiente |  |  |
|                          |              | Reporte |               |  |  |

| 1 de octubre de 2000 | Boca Juniors | 2 - 1   | Estudiantes |  |  |
|                      |              | Reporte |             |  |  |

| 1 de octubre de 2000 | Banfield | 0 - 4   | River Plate |  |  |
|                      |          | Reporte |             |  |  |

| 1 de octubre de 2000 | Barracas Central | 0 - 5   | Huracán |  |  |
|                      |                  | Reporte |         |  |  |

| 1 de octubre de 2000 | Platense | 1 - 2   | El Porvenir |  |  |
|                      |          | Reporte |             |  |  |

Deportivo Morón libre.

### Fecha 19
|  | River Plate | vs. | Barracas Central |  |  |

|  | Deportivo Laferrere | vs. | Boca Juniors |  |  |

|  | Deportivo Morón | vs. | Temperley |  |  |

| 14 de octubre de 2000 | Huracán | 2 - 1   | Platense |  |  |
|                       |         | Reporte |          |  |  |

| 15 de octubre de 2000 | Sportivo Barracas | 2 - 1   | J.J. Urquiza |  |  |
|                       |                   | Reporte |              |  |  |

| 15 de octubre de 2000 | El Porvenir | 2 - 1   | Excursionistas |  |  |
|                       |             | Reporte |                |  |  |

| 15 de octubre de 2000 | Estudiantes | 0 - 5   | Banfield |  |  |
|                       |             | Reporte |          |  |  |

| 15 de noviembre de 2000 | Los Andes | 4 - 3   | Tigre |  |  |
|                         |           | Reporte |       |  |  |

Independiente libre.

### Fecha 20
|  | Banfield | vs. | Deportivo Laferrere |  |  |

|  | Barracas Central | vs. | Estudiantes |  |  |

| 21 de octubre de 2000 | Excursionistas | 2 - 3   | Huracán |  |  |
|                       |                | Reporte |         |  |  |

| 21 de octubre de 2000 | Tigre | 0 - 4   | El Porvenir |  |  |
|                       |       | Reporte |             |  |  |

| 21 de octubre de 2000 | J.J. Urquiza | 3 - 2   | Los Andes |  |  |
|                       |              | Reporte |           |  |  |

| 15 de noviembre de 2000 | Boca Juniors | 7 - 2   | Deportivo Morón |  |  |
|                         |              | Reporte |                 |  |  |

| 15 de noviembre de 2000 | Platense | 1 - 11  | River Plate |  |  |
|                         |          | Reporte |             |  |  |

| 15 de noviembre de 2000 | Independiente | 6 - 2   | Sportivo Barracas |  |  |
|                         |               | Reporte |                   |  |  |

Temperley libre.

### Fecha 21
|  | Deportivo Laferrere | vs. | Barracas Central |  |  |

|  | Temperley | vs. | Boca Juniors |  |  |

| 28 de octubre de 2000 | El Porvenir | 4 - 2   | J.J. Urquiza |  |  |
|                       |             | Reporte |              |  |  |

| 28 de octubre de 2000 | Deportivo Morón | 0 - 5   | Banfield |  |  |
|                       |                 | Reporte |          |  |  |

| 29 de octubre de 2000 | Los Andes | 1 - 6   | Independiente |  |  |
|                       |           | Reporte |               |  |  |

| 29 de octubre de 2000 | Huracán | 1 - 3   | Tigre |  |  |
|                       |         | Reporte |       |  |  |

| 29 de octubre de 2000 | River Plate | 5 - 2   | Excursionistas |  |  |
|                       |             | Reporte |                |  |  |

| 29 de noviembre de 2000 | Estudiantes | 3 - 0   | Platense |  |  |
|                         |             | Reporte |          |  |  |

Sportivo Barracas libre.

### Fecha 22
|  | Banfield | vs. | Temperley |  |  |

|  | Platense | vs. | Deportivo Laferrere |  |  |

| 4 de noviembre de 2000 | Excursionistas | 2 - 3   | Estudiantes |  |  |
|                        |                | Reporte |             |  |  |

| 4 de noviembre de 2000 | Tigre | 1 - 6   | River Plate |  |  |
|                        |       | Reporte |             |  |  |

| 4 de noviembre de 2000 | J.J. Urquiza | 2 - 3   | Huracán |  |  |
|                        |              | Reporte |         |  |  |

| 5 de noviembre de 2000                                        | Barracas Central | P - G | Deportivo Morón |  |  |
| Victoria adjudicada a Deportivo Morón por ausencia del rival. |                  |       |                 |  |  |

| 5 de noviembre de 2000 | Independiente | 4 - 4   | El Porvenir |  |  |
|                        |               | Reporte |             |  |  |

| 5 de noviembre de 2000 | Sportivo Barracas | 2 - 5   | Los Andes |  |  |
|                        |                   | Reporte |           |  |  |

Boca Juniors libre.

### Fecha 23
|  | Deportivo Laferrere | vs. | Excursionistas |  |  |

|  | Temperley | vs. | Barracas Central |  |  |

| 11 de noviembre de 2000 | Boca Juniors | 8 - 0   | Banfield |  |  |
|                         |              | Reporte |          |  |  |

| 19 de noviembre de 2000 | El Porvenir | 1 - 3   | Sportivo Barracas |  |  |
|                         |             | Reporte |                   |  |  |

| 19 de noviembre de 2000 | Huracán | 2 - 2   | Independiente |  |  |
|                         |         | Reporte |               |  |  |

| 19 de noviembre de 2000                                   | River Plate | G - P | J.J. Urquiza |  |  |
| Victoria adjudicada a River Plate por ausencia del rival. |             |       |              |  |  |

| 19 de noviembre de 2000                                   | Estudiantes | G - P | Tigre |  |  |
| Victoria adjudicada a Estudiantes por ausencia del rival. |             |       |       |  |  |

| 19 de noviembre de 2000 | Deportivo Morón | 1 - 1   | Platense |  |  |
|                         |                 | Reporte |          |  |  |

Los Andes libre.

### Fecha 24
|  | Platense | vs. | Temperley |  |  |

|  | Tigre | vs. | Deportivo Laferrere |  |  |

| 26 de noviembre de 2000 | Los Andes | 4 - 3   | El Porvenir |  |  |
|                         |           | Reporte |             |  |  |

| 25 de noviembre de 2000 | Excursionistas | 2 - 0   | Deportivo Morón |  |  |
|                         |                | Reporte |                 |  |  |

| 26 de noviembre de 2000                                    | Barracas Central | P - G | Boca Juniors |  |  |
| Victoria adjudicada a Boca Juniors por ausencia del rival. |                  |       |              |  |  |

| 26 de noviembre de 2000 | J.J. Urquiza | 4 - 2   | Estudiantes |  |  |
|                         |              | Reporte |             |  |  |

| 26 de noviembre de 2000 | Independiente | 1 - 4   | River Plate |  |  |
|                         |               | Reporte |             |  |  |

| 26 de noviembre de 2000 | Sportivo Barracas | 1 - 1   | Huracán |  |  |
|                         |                   | Reporte |         |  |  |

Banfield libre.

### Fecha 25
|  | Deportivo Laferrere | vs. | J.J. Urquiza |  |  |

|  | Deportivo Morón | vs. | Tigre |  |  |

|  | Temperley | vs. | Excursionistas |  |  |

|  | Banfield | vs. | Barracas Central |  |  |

| 16 de diciembre de 2000 | Boca Juniors | 13 - 0  | Platense |  |  |
|                         |              | Reporte |          |  |  |

| 17 de diciembre de 2000 | Huracán | 3 - 1   | Los Andes |  |  |
|                         |         | Reporte |           |  |  |

| 17 de diciembre de 2000 | River Plate | 5 - 0   | Sportivo Barracas |  |  |
|                         |             | Reporte |                   |  |  |

| 17 de diciembre de 2000 | Estudiantes | 2 - 2   | Independiente |  |  |
|                         |             | Reporte |               |  |  |

El Porvenir libre.

### Fecha 26
|  | Tigre | vs. | Temperley |  |  |

|  | Independiente | vs. | Deportivo Laferrere |  |  |

|  | Los Andes | vs. | River Plate |  |  |

| 3 de febrero de 2001 | El Porvenir | 4 - 0   | Huracán |  |  |
|                      |             | Reporte |         |  |  |

| 4 de febrero de 2001 | Platense | 1 - 10  | Banfield |  |  |
|                      |          | Reporte |          |  |  |

| 4 de febrero de 2001 | Excursionistas | 1 - 7   | Boca Juniors |  |  |
|                      |                | Reporte |              |  |  |

| 4 de febrero de 2001 | J.J. Urquiza | 3 - 0   | Deportivo Morón |  |  |
|                      |              | Reporte |                 |  |  |

| 4 de febrero de 2001 | Sportivo Barracas | 1 - 0   | Estudiantes |  |  |
|                      |                   | Reporte |             |  |  |

Barracas Central libre.

### Fecha 27
|  | Deportivo Laferrere | vs. | Sportivo Barracas |  |  |

|  | Temperley | vs. | J.J. Urquiza |  |  |

|  | Barracas Central | vs. | Platense |  |  |

| 10 de febrero de 2001                                       | Deportivo Morón | P - G | Independiente |  |  |
| Victoria adjudicada a Independiente por ausencia del rival. |                 |       |               |  |  |

| 10 de febrero de 2001                                 | Boca Juniors | 19 - 1  | Tigre |  |  |
|                                                       |              | Reporte |       |  |  |
| Andrea Ojeda hizo 10 de los 19 goles de Boca Juniors. |              |         |       |  |  |

| 11 de febrero de 2001 | River Plate | 2 - 0   | El Porvenir |  |  |
|                       |             | Reporte |             |  |  |

| 11 de febrero de 2001 | Estudiantes | 0 - 4   | Los Andes |  |  |
|                       |             | Reporte |           |  |  |

| 11 de febrero de 2001 | Banfield | 1 - 0   | Excursionistas |  |  |
|                       |          | Reporte |                |  |  |

Huracán libre.

### Fecha 28
|  | Excursionistas | vs. | Barracas Central |  |  |

|  | Tigre | vs. | Banfield |  |  |

|  | Independiente | vs. | Temperley |  |  |

|  | Los Andes | vs. | Deportivo Laferrere |  |  |

| 17 de febrero de 2001 | Huracán | 1 - 5   | River Plate |  |  |
|                       |         | Reporte |             |  |  |

| 18 de febrero de 2001 | J.J. Urquiza | 0 - 13  | Boca Juniors |  |  |
|                       |              | Reporte |              |  |  |

| 18 de febrero de 2001 | Sportivo Barracas | 4 - 3   | Deportivo Morón |  |  |
|                       |                   | Reporte |                 |  |  |

| 19 de febrero de 2001 | El Porvenir | 6 - 0   | Estudiantes |  |  |
|                       |             | Reporte |             |  |  |

Platense libre.

### Fecha 29
|             | Estudiantes | vs. | Huracán |  |  |
| Suspendido. |             |     |         |  |  |

|  | Deportivo Laferrere | P - G   | El Porvenir |  |  |
|  |                     | Reporte |             |  |  |

|  | Temperley | P - G   | Sportivo Barracas |  |  |
|  |           | Reporte |                   |  |  |

|  | Barracas Central | P - G   | Tigre |  |  |
|  |                  | Reporte |       |  |  |

| 24 de febrero de 2001 | Boca Juniors | 9 - 1   | Independiente |  |  |
|                       |              | Reporte |               |  |  |

| 25 de febrero de 2001 | Deportivo Morón | 1 - 2   | Los Andes |  |  |
|                       |                 | Reporte |           |  |  |

| 25 de febrero de 2001 | Banfield | 17 - 0  | J.J. Urquiza |  |  |
|                       |          | Reporte |              |  |  |

| 25 de febrero de 2001 | Platense | 0 - 3   | Excursionistas |  |  |
|                       |          | Reporte |                |  |  |

River Plate libre.

### Fecha 30
|  | Tigre | vs. | Platense |  |  |

|  | J.J. Urquiza | vs. | Barracas Central |  |  |

|  | Independiente | vs. | Banfield |  |  |

|  | Los Andes | vs. | Temperley |  |  |

|  | Huracán | vs. | Deportivo Laferrere |  |  |

| 4 de marzo de 2001 | Sportivo Barracas | 1 - 3   | Boca Juniors |  |  |
|                    |                   | Reporte |              |  |  |

| 4 de marzo de 2001 | El Porvenir | 10 - 0  | Deportivo Morón |  |  |
|                    |             | Reporte |                 |  |  |

| 4 de marzo de 2001 | River Plate | 5 - 1   | Estudiantes |  |  |
|                    |             | Reporte |             |  |  |

Excursionistas libre.

### Fecha 31
|  | Deportivo Laferrere | P - G   | River Plate |  |  |
|  |                     | Reporte |             |  |  |

|  | Temperley | P - G   | El Porvenir |  |  |
|  |           | Reporte |             |  |  |

|             | Banfield | vs. | Sportivo Barracas |  |  |
| Suspendido. |          |     |                   |  |  |

|  | Barracas Central | P - G   | Independiente |  |  |
|  |                  | Reporte |               |  |  |

|  | Excursionistas | G - P   | Tigre |  |  |
|  |                | Reporte |       |  |  |

| 10 de marzo de 2001 | Boca Juniors | 12 - 1  | Los Andes |  |  |
|                     |              | Reporte |           |  |  |

| 10 de marzo de 2001 | Platense | 3 - 5   | J.J. Urquiza |  |  |
|                     |          | Reporte |              |  |  |

| 11 de marzo de 2001 | Deportivo Morón | 4 - 1   | Huracán |  |  |
|                     |                 | Reporte |         |  |  |

Estudiantes libre.

### Fecha 32
|  | J.J. Urquiza | vs. | Excursionistas |  |  |

|  | Independiente | vs. | Platense |  |  |

|  | Sportivo Barracas | vs. | Barracas Central |  |  |

|  | Los Andes | vs. | Banfield |  |  |

|  | El Porvenir | 3 - 7   | Boca Juniors                                                                    |  |  |
|  | - · - · -   | Reporte | Cecilia Juárez · Rosana Gómez · Jaimerena · Andrea Ojeda · Elizabeth Villanueva |  |  |

|  | Huracán | vs. | Temperley |  |  |

|  | River Plate | vs. | Deportivo Morón |  |  |

|  | Estudiantes | vs. | Deportivo Laferrere |  |  |

Tigre libre.

### Fecha 33
|  | Excursionistas | vs. | Independiente |  |  |

| 7 de abril de 2001 | Deportivo Morón | 0 - 0   | Estudiantes |  |  |
|                    |                 | Reporte |             |  |  |

| 7 de abril de 2001 | Temperley | 0 - 1   | River Plate |  |  |
|                    |           | Reporte |             |  |  |

| 7 de abril de 2001                              | Boca Juniors                                     | 6 - 0   | Huracán |  |  |
|                                                 | Marisa Gerez 42' · Andrea Ojeda · Cecilia Juárez | Reporte |         |  |  |
| Boca Juniors se consagró campeón en esta fecha. |                                                  |         |         |  |  |

| 7 de abril de 2001 | Banfield | 0 - 0   | El Porvenir |  |  |
|                    |          | Reporte |             |  |  |

| 7 de abril de 2001 | Barracas Central | 0 - 1   | Los Andes |  |  |
|                    |                  | Reporte |           |  |  |

| 7 de abril de 2001 | Platense | 2 - 3   | Sportivo Barracas |  |  |
|                    |          | Reporte |                   |  |  |

| 7 de abril de 2001 | Tigre | 0 - 1   | J.J. Urquiza |  |  |
|                    |       | Reporte |              |  |  |

Deportivo Laferrere libre.

### Fecha 34
|                                                             | Independiente | 1 - 0 | Tigre |  |  |
| Victoria adjudicada a Independiente por ausencia del rival. |               |       |       |  |  |

|  | Sportivo Barracas | 3 - 1   | Excursionistas |  |  |
|  |                   | Reporte |                |  |  |

|  | Los Andes | 3 - 2   | Platense |  |  |
|  |           | Reporte |          |  |  |

|                                                           | El Porvenir | 1 - 0 | Barracas Central |  |  |
| Victoria adjudicada a El Porvenir por ausencia del rival. |             |       |                  |  |  |

|  | Huracán | 3 - 8   | Banfield |  |  |
|  |         | Reporte |          |  |  |

| 22 de abril de 2001 | River Plate | 0 - 5   | Boca Juniors                                                 | Luz y Fuerza, Castelar    |                           |
|                     |             | Reporte | Cecilia Juárez · Andrea Ojeda · Rosana Gómez · Miriam Britos | Árbitra: Florencia Romano | Árbitra: Florencia Romano |

|                                                           | Estudiantes | 1 - 0 | Temperley |  |  |
| Victoria adjudicada a Estudiantes por ausencia del rival. |             |       |           |  |  |

|                                                                   | Deportivo Laferrere | 1 - 0 | Deportivo Morón |  |  |
| Victoria adjudicada a Deportivo Laferrere por ausencia del rival. |                     |       |                 |  |  |

J.J. Urquiza libre.

## Campeón
| XXX                     |
| Boca Juniors 4.º título |